# Evergreen Valley College

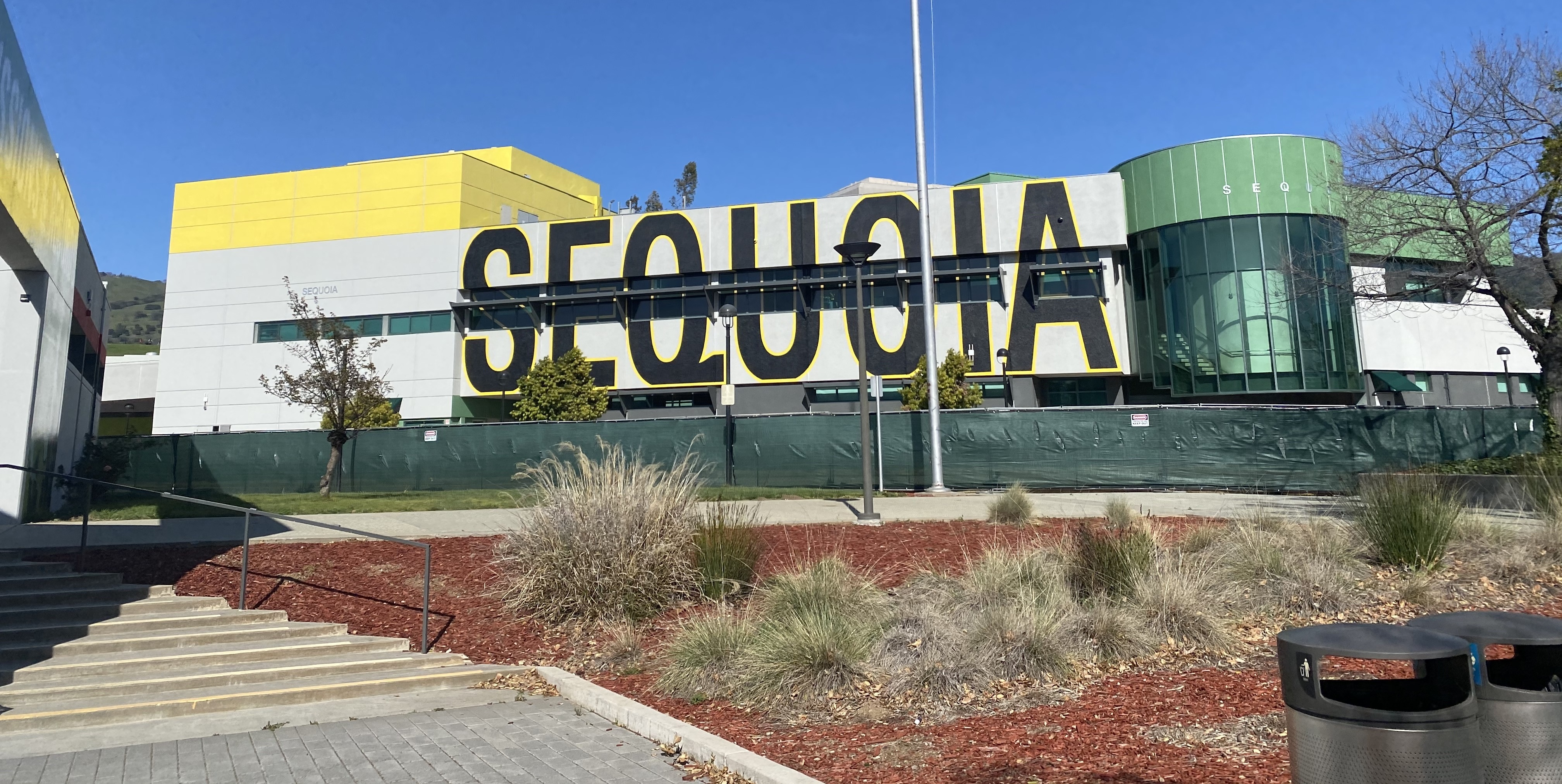
Sequoia Hall.

Evergreen Valley College är ett Community College på 175 tunnland i den sydöstra ändan av San José, Santa Clara County, Kalifornien. Från och med hösten 2008 finns det mer än 8 000 studenter från mer än 70 länder inskrivna vid colleget.